# Церква Святої Великомучениці Параскеви П'ятниці (Крогулець)
Церква Святої Великомучениці Параскеви П'ятниці в Крогульці — чинна дерев'яна церква в селі Крогулець. Парафія належеить до Гусятинського благочиння Тернопільської єпархії Православної церкви України в селі Крогульці Васильковецької громади Чортківського району Тернопільської області. Церква та дзвіниця є пам'ятками архітектури національного значення (охоронні номери 1578/1, 1578/2).
Церква розташована в центрі села на головній вулиці.

## Історія

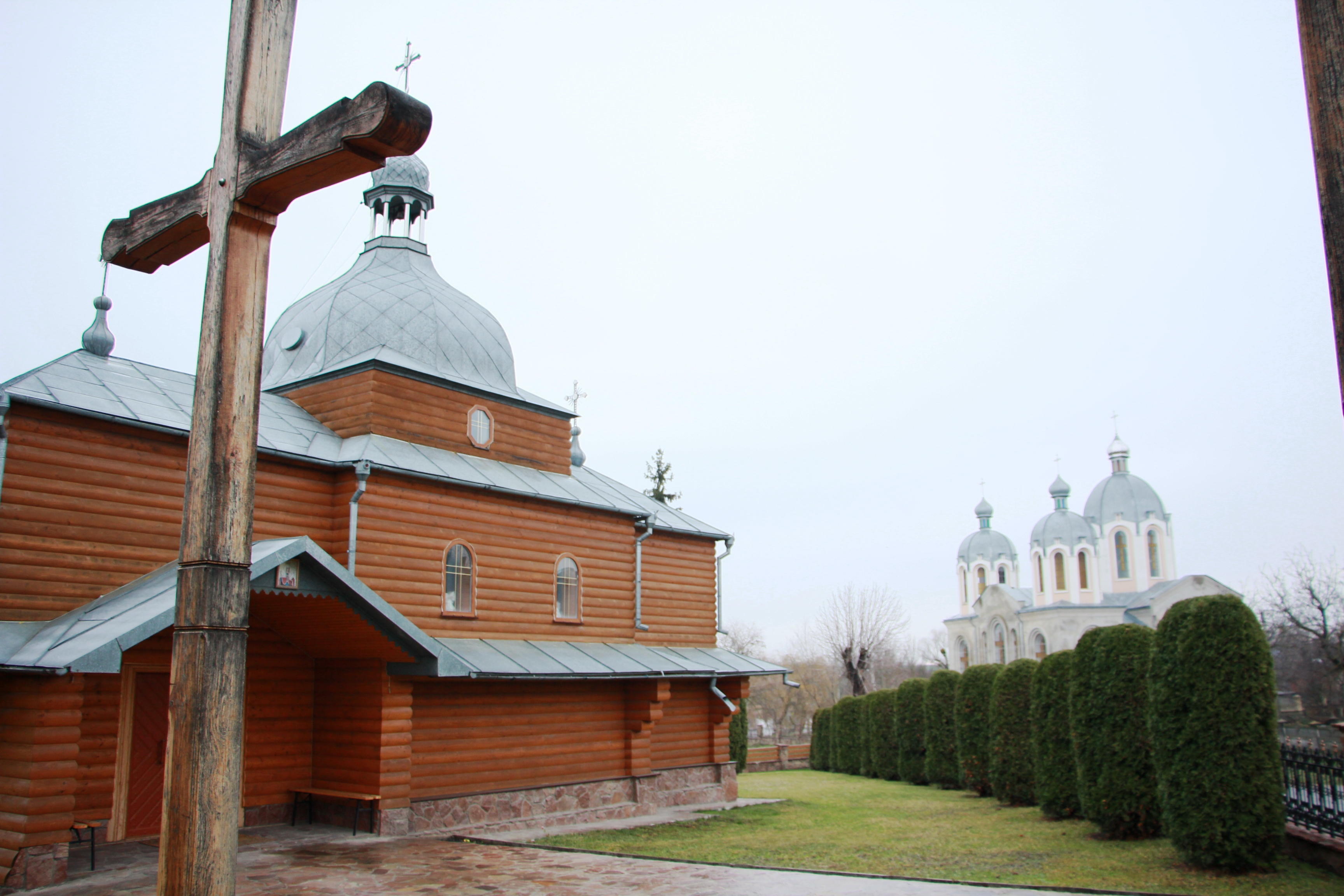

За архівними документами, у селі існує дерев'яний парохіяльний храм святої великомучениці Параскеви П'ятниці, дата будівництва якого невідома. У служебнику 1866 року є запис із давнього псалтиря про те, що церква була збудована у 1576 році, але підтверджень цьому не знайдено.
Дослідник Богдан Гринюка встановив, що храм звели протягом 1760–1780-х років. В описі майна 1805 року церква згадується як така, що «на мурованому фундаменті з дубового дерева, під гонтовим дахом, дзвіниця дерев'яна, у доброму стані».
З історико-мемуарного збірника «Чортківська округа» відомо, що напередодні Другою світовою війною жителі села почали будувати нову церкву на площі навпроти старої.
У часи радянської влади церква була зачинена. А в 1980-х роках у її приміщенні працював музей атеїзму.
На початку 1990-х років богослужіння в церкві відновили.

## Архітектура
Церква дерев'яна, тризрубна, одноверха (однобанна), належить до подільської дерев'яної архітектури. Нава та бабинець у плані наближаються до квадрату, апсида прямокутна. Бабинець має плоске перекриття, відкривається в наві п'ятигранною аркою-вирізом. Апсида перекрита усіченим чотиригранним наметом, який прихований зовні під шатровим дахом. 
Усі три зруби рівновисокі, на половині висоти оточені опасанням, яке кріпиться на ступінчаті кронштейни.
Дзвіниця розташована на захід від церкви. Дерев'яна, триярусна, покрита шатровим дахом. Усі три яруси дзвіниці є четверики, нижній ярус — зруб, два верхні яруси — каркасні конструкції. Відкрита аркада верхнього ярусу та широке піддашшя нижнього пов'язують дзвіницю з архітектурою основної споруди ансамблю.

## Парохи
- о. Петро Дуніковський (1792),
- о. Яків Гучинський ([1832]—1849+),
- о. Михайло Глібовицький (1849—1873),
- о. Сильвестр Лепкий (1873—1875, адміністратор; 1875—1881; батько Богдана, Миколи та Левка Лепких),
- о. Ю. Боваровський,
- о. А. Стгимеський,
- о. Ісидор Кисілевський (1881—1882, адміністратор; 1882—1925+),
- о. Іван Фицалович (1918—1919+, сотрудник),
- о. Нестор Кисілевський (1925—1928, адміністратор; 1928—[1938]),

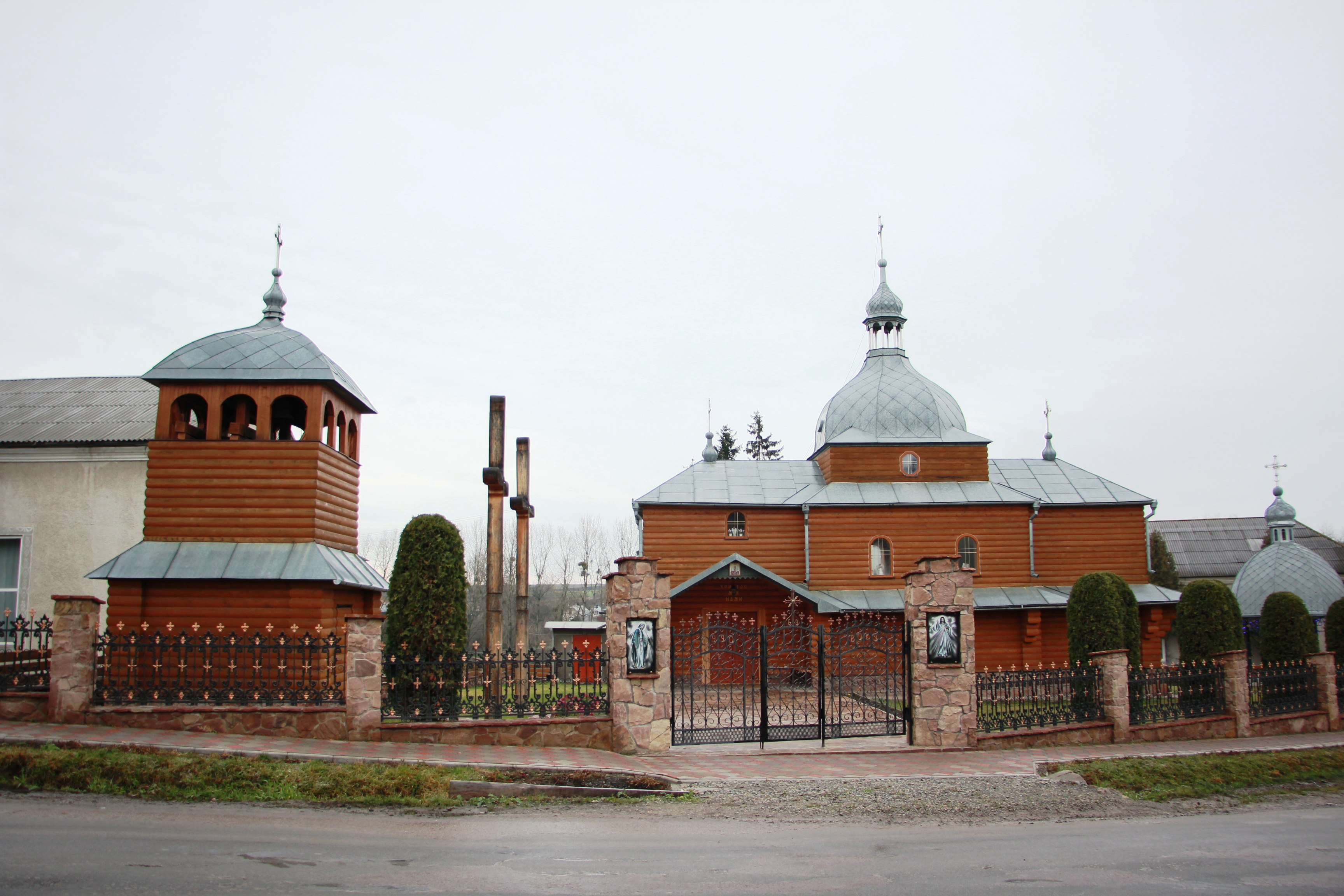

- о. Роман Яворський (з 1989).